# Теслин (река)
Теслин (на английски: Teslin River) е река в Северозападна Канада, в провинция Британска Колумбия и територия Юкон. Дължината ѝ от 393 км, ѝ отрежда 94-то място сред реките на Канада.
Реката извира на 63 км югоизточно от езерото Теслин, тече в началото на юг, а след това постепенно завива на север и се влива в най-южния ъгъл на езерото. Това горно течение на реката от 1904 до 1951 г. официално се е наричало река Уайтсуан. След като премине през езерото изтича от северния му ъгъл (60°27′26″ с. ш. 133°15′33″ з. д. / 60.457222° с. ш. 133.259167° з. д.), тече в дълбока долина и след около 150 км се влива от дясно в река Юкон, на 61°34′25″ с. ш. 134°53′57″ з. д. / 61.573611° с. ш. 134.899167° з. д..
Площта на водосборния басейн на реката е 35 500 km2, като основните ѝ притоци се вливат в езерото Теслин – Дженингс от югоизток, Нисутлин (241 км) от изток и Суифт от североизток.
Основно подхранване – снегово. Среден многогодишен дебит в устието 330 m3/s, като максимумът е през юни-юли, а минимумът – през декември-януари.
По протежението на реката са разположени само две селища Джонсън Кросинг, при изтичането на реката от езерото и Теслин – на източното крайбрежие на езерото, при устието на река Нисутлин. Над реката, при Джонсънс Кросинг е построен мост, който е част от канадската магистрала „Аляска“.
Английското название на реката Teslin River е заимствано от езика на местните индиански племена. На езика на народа тучоне, обитаващ района на север от езерото реката се нарича Делин Чу, а племето тлингити е назовават Дейслеен Хеени (на английски: Deisleen Héeni), което означава „Голямото племе на Силните“. Постепенно двете местни названия еволюират в настоящото название на реката.
В годините на златната треска в Клондайк (1896-1899) реката е била част от един от най-оживените маршрути на златотърсачите, идващи от брега на Тихия океан през проходите Чиукут и Уайт и насочващи се към Доусън Сити.
В басейна на реката компанията Teslin River Resources извършва добив на златна и медна руда.